# Тшеснюв (Любуське воєводство)
Тшеснюв (пол. Trześniów) — село в Польщі, у гміні Осьно-Любуське Слубицького повіту Любуського воєводства.
Населення — 181 особа (2011).
У 1975-1998 роках село належало до Гожовського воєводства.

## Демографія
Демографічна структура станом на 31 березня 2011 року:
|          | Загалом | Допрацездатний вік | Працездатний вік | Постпрацездатний вік |
| -------- | ------- | ------------------ | ---------------- | -------------------- |
| Чоловіки | 95      | 22                 | 68               | 5                    |
| Жінки    | 86      | 21                 | 53               | 12                   |
| Разом    | 181     | 43                 | 121              | 17                   |